# Prepona garleppiana
Prepona garleppiana är en fjärilsart som beskrevs av Otto Staudinger 1898. Prepona garleppiana ingår i släktet Prepona och familjen praktfjärilar. Inga underarter finns listade i Catalogue of Life.